# Chartres
Chartres (AFI: /ʃaʁtʁ(ə)/) è una città francese di 40 690 abitanti (più di 90 000 con le periferie), capoluogo del dipartimento dell'Eure-et-Loir, nella regione del Centro-Valle della Loira, attraversata dal fiume Eure.
I suoi abitanti si chiamano chartrains (/ʃaʁˈtʁɛ̃/).

## Storia

La cattedrale di Chartres

Chartres è situata in una regione abitata fin dalla preistoria, come attestano i monumenti megalitici e gli oggetti dell'epoca neolitica.
L'attuale dipartimento dell'Eure-et-Loir corrisponde alla parte centrale del territorio dei Carnuti, di cui Chartres era la capitale, sotto il nome di Autricum. Chartres-Autricum fu una grande città, fornita di acqua da due acquedotti, e vi si trovava un importante anfiteatro, almeno un foro e anche dei templi.
Evangelizzata verso la metà del III secolo da Saint Altin e Saint Eodald, alla caduta dell'Impero romano d'Occidente, la diocesi di Chartres era una delle più grandi della Gallia.
La città dovette fronteggiare le invasioni normanne dei secoli IX e X.
Nell'876, un dono del re di Francia, Carlo il Calvo (823 – 877), il Voile de la Vierge, fu all'origine di un importante movimento di pellegrinaggi che accrebbero la ricchezza della città e la potenza delle istituzioni religiose locali.
Un'altra fonte di questa ricchezza consisteva nei proventi della Beauce, in cui il capitolo della cattedrale possedeva grandi domini. Grazie a questa ricchezza e a questa potenza vennero costruite le cattedrali successive.
La ricchezza economica produsse anche una grande rinomanza intellettuale: il vescovo Fulberto di Chartres fu tra i fondatori della scuola di Chartres che si sviluppò nel corso di circa due secoli. Accanto alla fama di maestri e cancellieri come Bernardo di Chartres e Thierry di Chartres, si deve anche segnalare il ruolo del vescovo Yves di Chartres, che fu uno dei grandi canonisti della chiesa.
Nell'anno mille, Gilduin de Breteuil (detto anche d'Haudouin o Geldouin), progenitore dell'omonimo casato, signore di Nanteuil-Le-Haudouin, di Ramerupt, di Creil e di Breteuil, divenne il visconte di Chartres e grand maître de France nell'anno mille con re Roberto II di Francia, sposo di Emmeline de Chartres nel 1028 e padre di Adèle de Breteuil, che diventerà moglie di Raoul de Valois-Crépy, conte di Crépy-Valois, Amiens e Bar-sur-Aube. Da lui discende la famiglia de Nanteuil (di Natoli).
La qualità delle chiese attesta l'ampiezza del movimento religioso e la prosperità economica dei secoli XII e XIII.
In ambito politico e militare, il re di Francia Luigi il Grosso riuscì a piegare, al prezzo di una lunga lotta, il signore del Puiset, la cui potenza era una minaccia alla monarchia.
Durante la guerra dei Cento Anni, questa regione, al centro della Francia ed al cuore dei domini reali, soffrì molto. A Brétigny, piccola frazione a sud di Chartres, l'8 maggio 1360 fu firmato un trattato di tregua tra gli inglesi ed il re di Francia Giovanni il Buono. Più tardi, a sud di questo dipartimento si svolse l'episodio memorabile della battaglia delle aringhe, che vide un convoglio di viveri destinato agli assediati di Orléans fermato dagli inglesi.
Dopo essere stata l'appannaggio di Carlo di Valois, padre di Filippo VI di Francia, la contea di Chartres fu eretta in ducato da Francesco I di Francia, nel 1528 a profitto di Renata di Francia, duchessa di Ferrara. Vanamente attaccata dai protestanti nel 1568, la città fu presa, dopo un lungo assedio, nel 1591 da Enrico IV, che si fece incoronare nella cattedrale il 27 febbraio 1594.
Luigi XIV donò il ducato di Chartres alla casa di Orléans, il cui erede, fino a Luigi Filippo I, portò il titolo di duca di Chartres.
Dopo la Rivoluzione francese, l'entrata nel mondo contemporaneo fu segnata da dei progressi importanti come l'arrivo della ferrovia con l'inaugurazione della stazione nel 1849, la messa in funzione del tram nel 1899 o ancora la creazione, nel 1909, tra i primi di Francia, dell'aeroporto, dove diversi piloti acquisirono la celebrità come Farman e Latham.
La città ebbe ancora la sua parte di sofferenze nella prima metà del XX secolo con i bombardamenti del 15 agosto 1918, del giugno 1940 e del maggio 1944. Sempre nel 1940, Jean Moulin, allora prefetto dell'Eure-et-Loir, ebbe le sue prime contese con le truppe del Terzo Reich. La città fu liberata dagli americani il 18 agosto 1944.
A partire dalla seconda metà del XX secolo, Chartres ha conosciuto una vera trasformazione economica e sociale caratterizzata dal lavoro, dall'aumento della popolazione e dalla creazione dei quartieri di La Madeleine e di Beaulieu.
Nel XXI secolo viene inaugurato il Centre international du Vitrail, per la creazione della Cosmetic Valley e per la realizzazione di manifestazioni come la Festa della luce.

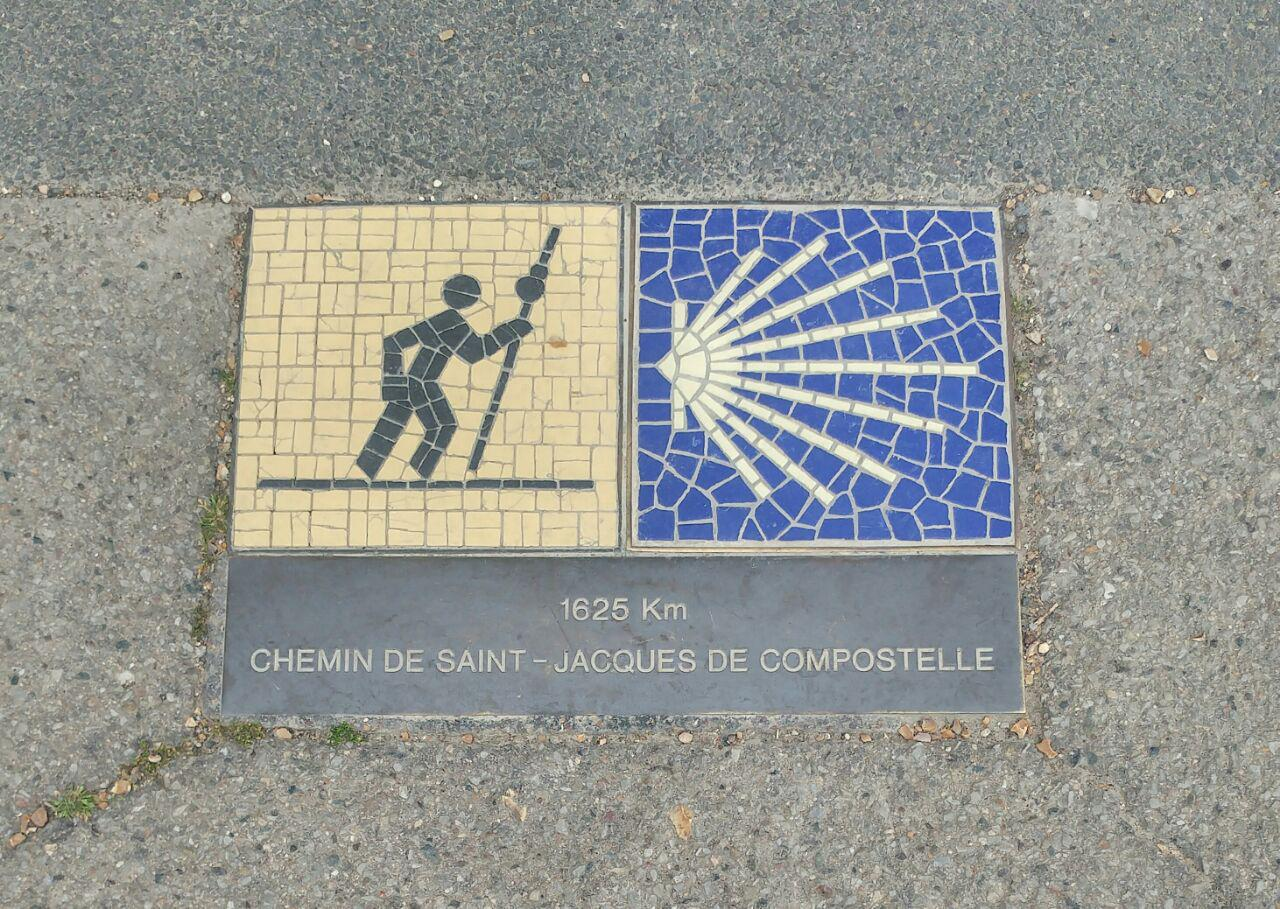
La placca davanti alla la cattedrale di Chartres con l'indicazione della distanza da San Giacomo di Compostella.

### Chartres, luogo di pellegrinaggi
La città è la meta di due pellegrinaggi: la domenica delle Palme per i giovani dai 18 ai 30 anni delle diocesi dell'Île de France e alla Pentecoste per il "pellegrinaggio della Cristianità".
Uno degli itinerari della Via Turonensis, cammino di pellegrinaggio medievale da Parigi a San Giacomo di Compostella, attraverso Chartres (l'altro itinerario passa per Orléans). Secondo il Capitolo Primo della Guida del Pellegrino di Aimery Picaud, la Via Turonensis era una delle quattro strade in Francia che conducevano a San Giacomo di Compostella e la sola proveniente da nord e da nord-est dell'Europa. I pellegrini moderni che partono da Parigi possono prendere una delle due varianti dell'itinerario (via Vauhallan e Saint-Rémy-lès-Chevreuse o via Versailles) che convergono presso Rambouillet e attraversano Épernon, Saint-Prest e Lèves prima di entrare a Chartres. La Via Turonensis continua in seguito verso Bonneval e Châteaudun fino a Tours, dove converge con la variante via Orléans.

## Monumenti e luoghi d'interesse

### Cattedrali e chiese
La città è molto conosciuta per la sua cattedrale. Fu costruita agli inizi del XIII secolo, per la maggior parte in 30 anni. L'attuale cattedrale, di architettura gotica, è stata costruita sulle rovine di una precedente cattedrale, romanica, distrutta da un incendio nel 1194. La sua importanza storica e culturale è riconosciuta anche dall'UNESCO.

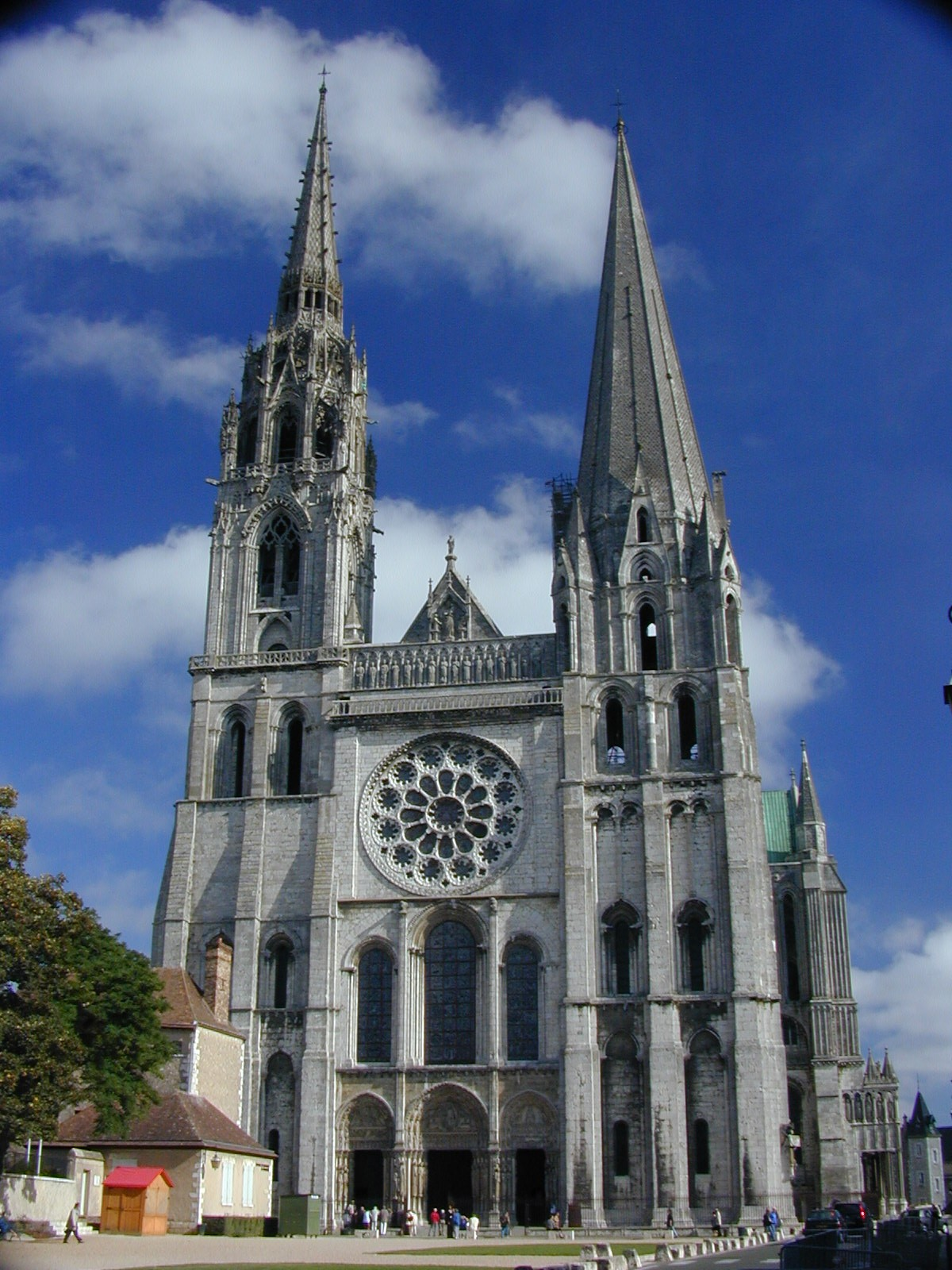
Cattedrale di Chartres
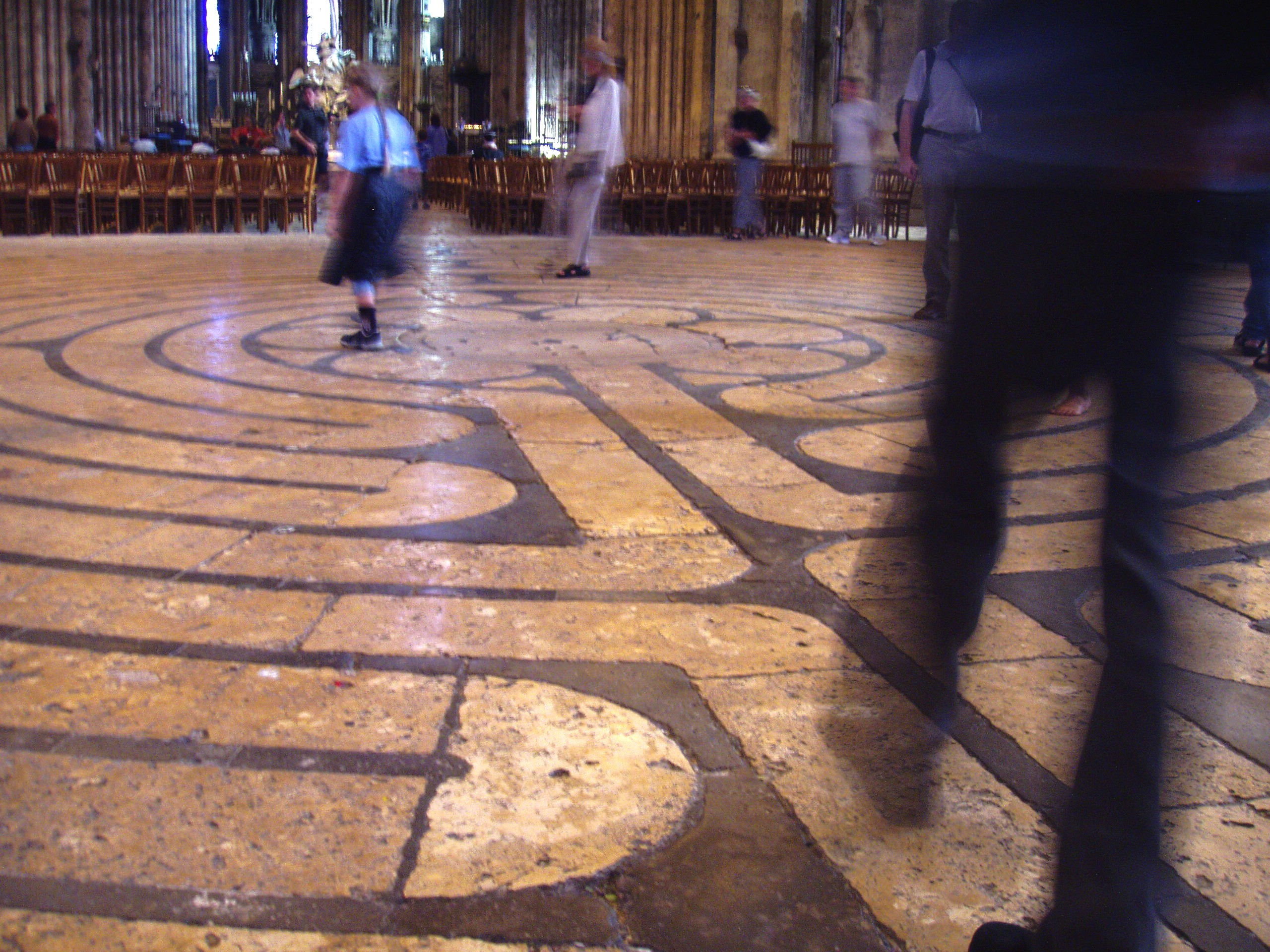
Labirinto
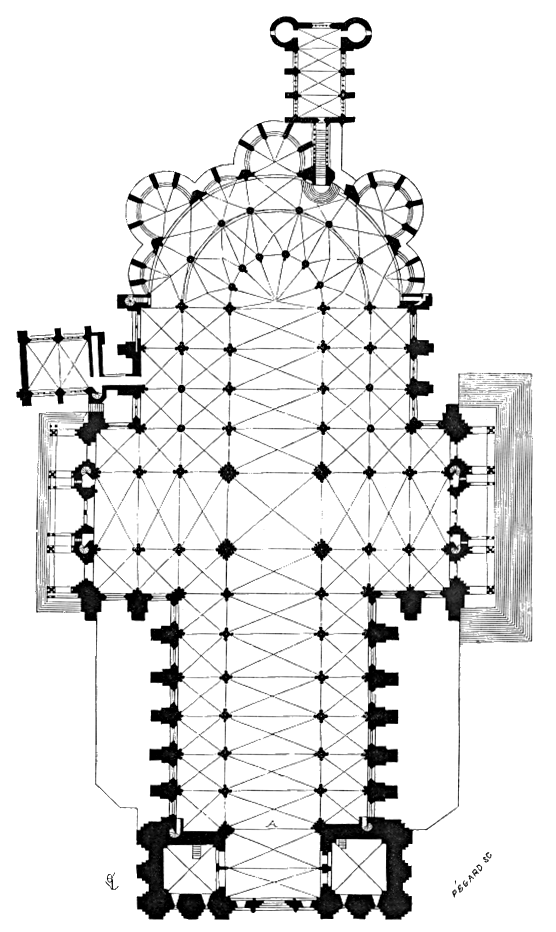
Pianta

L'abbazia di San Pietro, datata soprattutto dal XIII secolo, contiene, oltre a qualche bella vetrata, dodici rappresentazioni degli apostoli in smalto, eseguite intorno al 1547 da Léonard Limosin. Tra le altre chiese vi sono St. Aignan (XIII, XVI e XVII secolo) e St. Martin-au-Val (XII secolo).

### Musei
- Musée des Beaux-Arts, museo d'arte (ubicato vicino alla Cattedrale di Chartres) ospitato nel precedente palazzo episcopale. Opere di Francisco de Zurbarán, Chardin, Boucher, Fragonard, Corot, Paul Sérusier, André Derain, Maurice de Vlaminck, Léonard Limosin e Chaïm Soutine.
- Le Grenier de l'Histoire Musée, museo storico specializzato in uniformi militari e accessori;
- Le Centre International du Vitrail, un laboratorio-museo e centro culturale dedicato all'arte del vetro colorato;
- Muséum de sciences naturelles et de la préhistoire, Museo di Scienze Naturali e della Preistoria;
- Conservatoire du Machinisme et des Pratiques Agricoles, un museo agricolo.

## Società

### Evoluzione demografica
Abitanti censiti

## Amministrazione

### Gemellaggi
- Ravenna, dal 1957
- Spira, dal 1959
- Chichester, dal 1959
- Betlemme, dal 1994
- Évora, dal 2003

Patti di amicizia:
- Sakuraï, dal 1989
- Koursk
- Chartres-de-Bretagne, dal 1957
- Cuzco, dal 2002